# كينجي هانيدا
كينجي هانيدا (باليابانية: 羽田 憲司) (1 ديسمبر 1981 في ايشيكاوا في اليابان – )؛ هو لاعب كرة قدم ياباني سابق كان يلعب كلاعب وسط.

## وصلات خارجية
- كينجي هانيدا على موقع الاتحاد الدولي (مؤرشف)  (الإنجليزية)
- كينجي هانيدا على موقع رابطة كرة القدم اليابانية للمحترفين (اليابانية)
- كينجي هانيدا على موقع قاعدة بيانات كرة القدم.إي يو (الإنجليزية)
- كينجي هانيدا على موقع Soccerway.com (الإنجليزية)
- كينجي هانيدا على موقع عالم كرة القدم.نت (الإنجليزية)
- كينجي هانيدا على موقع كووورة